# Maki Asakawa
Maki Asakawa (japanisch 浅川 マキ Asakawa Maki; * 27. Januar 1942 in Mikawa, heute Hakusan, Präfektur Ishikawa; † 17. Januar 2010 in Nagoya, Präfektur Aichi) war eine japanische Sängerin, Songwriterin und Produzentin.

## Leben und Wirken
Maki Asakawa wurde in Mikawa, einer Hafenstadt an der Mündung des Flusses Tedori geboren. Ihr Vater arbeitete dort bei einer Bank und die Familie zog nach Kanazawa, Verwaltungssitz der Präfektur Ishikawa, als er zum stellvertretenden Filialleiter befördert wurde. Er starb jedoch, als Maki gerade sechs Jahre alt war. Daraufhin zog die Mutter mit Maki und ihrer jüngeren Schwester zu ihren Großeltern in ein kleines Dorf auf dem Land, wo sie fünf Jahre lang lebten, bevor sie zurück nach Mikawa gingen. Nach ihrem Schulabschluss 1960 arbeitete Maki zwei Jahre lang bei einer Behörde in Mikawa, wo sie Krankenversicherungsanträge bearbeitete. Anfang 1962 kündigte sie ihre Arbeitsstelle und zog nach Tokio.
Einer der ersten Orte, an denen Maki auftrat, war der Triste Club, ein Café in Yokohama. Dort lernte sie die Musik von Billie Holiday, Mahalia Jackson, Bessie Smith und Odetta kennen, von welcher sie beeinflusst wurde. Nachdem sie einige Zeit in Tokio als Sängerin in Cabarets und vor Angehörigen der US-amerikanischen Streitkräfte aufgetreten war, traf sie 1966 den Musikproduzenten Koji Teramoto, der ihre erste EP Tokio Banka produzierte, die 1967 bei RCA Victor veröffentlicht wurde. Eine breitere Bekanntheit erlangte sie durch Mitschnitte einer von Terayama Shuji organisierten dreitägigen Konzertreihe im Dezember 1968 im ausverkauften Sasori-za-Theater in Shinjuku, begleitet wurde sie von einem Jazz-Trio unter der Leitung des Pianisten Masaru Imada. Kurz darauf schloss sie einen Vertrag mit dem Label EMI Music Japan. Im Juli 1969 erschien eine neue Single mit den Titeln Yo Ga Aketara (In der Morgendämmerung) und Kamome ('Seemöwe'), die sehr erfolgreich waren. Für den Film Werft die Bücher weg und geht auf die Straße von Terayama Shuji schrieb sie 1971 die Filmmusik und spielte eine Nebenrolle. In den 1970er Jahren erschienen mehrere Alben, die von Blues- und Jazz beeinflusst waren.
Zu den Musikern, mit denen sie zusammen arbeitete, zählten die Pianisten Yōsuke Yamashita, Mikio Shirai, Ryūichi Sakamoto, Takeshi Shibuya, der Saxophonist Akira Sakata, der Trompeter Toshinori Kondō, der Gitarrist Nobuyoshi Hagiwara, die Bassisten Tamio Kawabata und Masayoshi Takanaka sowie der Schlagzeuger Hiro Tsunoda.
Sie wurde am 17. Januar 2010 von Mitarbeitern in einem Hotelzimmer in Nagoya tot aufgefunden.

## Diskografie
- 浅川マキの世界 (1970)
- 浅川マキ II (1971)
- Maki Live (1972)
- ブルー・スピリット・ブルース (1972)
- 裏窓 Maki V (1973)
- Maki VI (1974)
- 灯ともし頃 Maki VII (1976)
- 流れを渡る (1977)
- 浅川マキ・ライヴ・夜 (1978)
- 寂しい日々 (1978)
- One Maki XI (1980)
- ふと、或る夜、生き物みたいに歩いているので、演奏家たちのOKをもらった (1981)
- マイ・マン (1982)
- Cat Nap (1982)
- Who’s Knocking On My Door (1983)
- 幻の男たち (1983)
- Selected Album by Maki (1984)
- Some Years Parst (1985)
- ちょっと長い関係のブルース (1985)
- アメリカの夜 (浅川マキの音楽アルバム) アメリカの夜 (1986)
- こぼれる黄金の砂 -What it be like- (1987)
- Underground (1987)
- 幻の女たち (1988)
- Nothing at all to lose (1988)
- 夜のカーニバル (1989)
- Stranger’s Touch (1990)
- 浅川マキの世界 10-CD-Box (1990)
- Black -Black に good luck- (1991)
- 黒い空間 (1994)
- Darkness I (1995)
- こんな風に過ぎて行くのなら (1996)
- Darkness II (1996)
- Darkness III (1997)
- 闇のなかに置き去りにして -Black に good luck- (1998)
- Darkness IV (2007)

## Schriften
- Maki, The world of Maki Asakawa. Jiyu Kokuminsha, 1972.